# Luc Dayan
 (août 2017).
- Si vous ne connaissez pas le sujet, laissez ce bandeau (vous pouvez alors contacter les auteurs).
- Si vous supprimez le contenu mis en cause (vous pouvez préalablement contacter les auteurs),

argumentez précisément cette suppression dans la page de discussion
(un manque de référence n'est pas un argument ; une recherche réelle de référence doit avoir été effectuée, être formellement documentée).
 (novembre 2018).
Si vous disposez d'ouvrages ou d'articles de référence ou si vous connaissez des sites web de qualité traitant du thème abordé ici, merci de compléter l'article en donnant les références utiles à sa vérifiabilité et en les liant à la section « Notes et références ».
Luc Dayan, né le 25 novembre 1957, est un médecin de formation qui a développé différentes activités professionnelles dans le domaine du sport et des médias.

## Biographie
De 1983 à 1989, Luc Dayan exerce en tant que médecin généraliste libéral et du sport à Puteaux puis à Paris. De 1985 à 1990, il crée la société AMR qui développe la caméra d'analyse de mouvements rapides SP2000 (ralentis vidéo jusqu'à 2000 images par seconde) et la commercialise dans les domaines audiovisuels, industriels et militaires. La caméra est aussi mise à la disposition des entraîneurs et des sportifs de haut niveau via les fédérations françaises d’athlétisme, de tennis et de golf entre autres. Canal+ utilise régulièrement ces images pour de multiples retransmissions sportives comme le Trophée Lancôme et le Trophée Perrier de golf, les réunions d'athlétisme de Saint Denis et de Villeneuve d'Ascq, les matches de football.
Entre 1989 et 1991, il lance DITES 33, une agence de communication santé du groupe DDB Needham. Puis en 1992, il lance WND Sport, une agence spécialisée dans le conseil en marketing sportif. Ses principaux clients sont Canal+, GIE PSG Omnisports, Stade Français Rugby, FFBB, FF Rugby à XIII, FF de Billard…
En 1995, il crée Infomatin Médecins avec André Rousselet. En 1996, il produit le film Hommage à Jesse Owens et Carl Lewis réalisé par Pitof, primé notamment au Sportel et à Imagina comme meilleur programme court mondial (http://www.dailymotion.com/video/x4tgx5_atlanta_creation).
En 1999, lors de la privatisation du club de football LOSC Lille, il crée la société Socle SA, holding propriétaire de LOSC SASP.
Il assure la Présidence du LOSC qui devient champion de L2, puis 3e Ligue 1, et une qualification en Champion’s League. Il en quitte la Présidence opérationnelle lorsque le club est en tête du championnat de Ligue 1 pour prendre celle de la holding propriétaire SOCLE.
En parallèle, son agence WND Sport participe en tant que société experte à la quasi-totalité des projets de sauvetage ou de restructuration de clubs de football français, dont  l'AS Cannes (2001), l'OGC Nice (2002), l'AS Saint Étienne (2003), Le Mans (MUC 72, 2004), Rennes et Valenciennes (VAFC). Concernant l'OGC Nice, il pilote l'opération de sauvetage du club en créant la société OCCIGEN regroupant les actionnaires niçois fédérés par Maurice Cohen et la société PROGAMA. En 2004-5, il cède ses parts dans WND Sport Michel Seydoux et Financière Partouche.
Associé à Jacques Attali, il crée la société Walkphone qui développe le premier téléphone portable équipé d'une radio FM (fabriqué par Sagem et commercialisé par SFR). À titre personnel, il rachète le Tennis Club de Beauvallon (proche de Sainte Maxime) en copropriété avec Stefan Edberg et Arnaud Deleval.
Il crée ensuite Business to Sport SAS pour développer un projet de nouveau club professionnel en Île-de-France à partir de l’Entente Sannois Saint-Gratien (Val d’Oise). Il mène une mission de conseil et d’assistance pour le club de football de la famille royale du Qatar (AL SADD).
En 2006, il développe le projet GPS (Grand Paris Sportif) qui regroupe plusieurs investisseurs dont des actionnaires qataris proche de la famille royale, Morgan Stanley, Tocqueville Finance et des actionnaires personnes physiques français, et opère une tentative de rachat du PSG, mais est finalement écarté. En 2007, il est mandaté pour conduire avec Natixis Finance la cession par la Socpresse de sa participation dans le FC Nantes.
De 2008 à 2010, il tente l'implantation de Citesport dans le territoire de la Plaine de France à la demande du député-maire de Sarcelles. En 2009, Vikash Dhorasoo remplace Luc Dayan à la présidence de l'Entente Sannois-Saint-Gratien. En 2010, il est remplacé par Jean-Claude Plessis à la présidence du FC Strasbourg.
En 2011, il lance la production (budget de 26 Millions d'euros) du film RACE inspiré de la vie de Jesse Owens. Le film sortira à l'international en 2016 (États-Unis+ reste du monde). Réalisé par Stephen Hopkins, avec Stephan James, Jason Sudeikis, Jérémy Irons, William Hurt, "RACE" sera multi-primé aux Oscars Canadiens.
En 2012-13, il est mandaté par le Crédit agricole Nord de France pour prendre la présidence du RC Lens, le restructurer et en assurer la cession à RCL Holding (Gervais Martel et Baghlan Group).
En 2014, il participe au Sauvetage du VAFC à la demande de Jean-Louis Borloo qui laissera son siège à ce dernier deux mois plus tard.
En 2017 il intervient après la faillite du Sporting Club de Bastia en proposant la création d'une SCIC (Société Coopérative d'Intérêt Collectif) aux nouveaux dirigeants de l'Association. La SCIC sera créée quelques mois plus tard.
En 2019, il lance la société de production Elide Production qui développe la production de quatre épisodes de 40 minutes (Lens de Sang et d'Or) consistant à suivre la vie du club RC Lens dans au quotidien. Les épisodes ont été commandés et diffusés par la chaîne L'Équipe,.
De 2017 à 2022, il assure des missions de conseil pour différentes sociétés (Vinci Stadium, Qualium, Alcea, Groupe Partouche, REALITES).

## Carrière de dirigeant de club de football
- 1999 - 2004 : Actionnaire du Lille OSC (président de 2000 à 2001)
- 2004 - 2007 : Président de l'Entente Sannois Saint-Gratien
- Juin - juillet 2007 : Président du FC Nantes
- 18 février - 24 mars 2010 : Président du RC Strasbourg
- 2 juillet 2012 - 18 juillet 2013 : Président du Racing Club de Lens

## Publications
- Luc Dayan et Benjamin Danet, Hors jeu : entretiens avec Luc Dayan, Paris, Éditions Hugo et Compagnie, 2010, 207 p. (ISBN 978-2-7556-0459-7)
- Tayeb Belmihoub et Martial Gerez (préf. Luc Dayan), Propos sur l'art et le foot, Arles, Éditions l'Art-Dit, 10 juin 2016, 80 p. (ISBN 978-2-919221-32-5)

## Voir auussi